# Super Liga (2024/2025)
Sezon 2024/25 był 34. edycją rozgrywek o mistrzostwo Mołdawii.
Brało w niej udział 8 drużyn, które w okresie od 3 sierpnia 2024 do 18 maja 2025 rozegrały w dwóch fazach 24 kolejek meczów.
Obrońcą tytułu była Petrocub Hîncești. Mistrzostwo po raz grugi w swej historii zdobył Milsami Orgiejów.

## Drużyny
| Uczestnicy poprzedniej edycji | Uczestnicy poprzedniej edycji | Uczestnicy poprzedniej edycji | Uczestnicy poprzedniej edycji |
| --- | ----------------------------- | ----------------------------- | ----------------------------- |
| PEH | Petrocub Hîncești             | Hîncești                      | 1                             |
| SHE | Sheriff Tyraspol              | Tyraspol                      | 2                             |
| ZKI | Zimbru Kiszyniów              | Kiszyniów                     | 3                             |
| MIL | Milsami Orgiejów              | Orgiejów                      | 4                             |
| BAL | FC Bălți                      | Bielce                        | 5                             |
| DAC | Dacia Buiucani                | Kiszyniów                     | 6                             |
| po barażach |                               |                               |                               |
| FLO | FC Florești                   | Kiszyniów                     | 1                             |
| SPA | Spartanii Selemet             | Selemet                       | 4                             |
| Oznaczenia: - kolumna pierwsza – skróty nazw drużyn, - kolumna trzecia – siedziba klubu, - kolumna czwarta – miejsce zajęte w poprzednim sezonie. |                               |                               |                               |

## Faza pierwsza
| Lp. | Drużyna                   | M  | Z  | R | P  | B+ | B– | +/– | Pkt | Kwalifikacja lub spadek |  | SHE | ZIM | PET | BĂL | MIL | SPA | DAC | FLO |
| --- | ------------------------- | -- | -- | - | -- | -- | -- | --- | --- | ----------------------- |  | --- | --- | --- | --- | --- | --- | --- | --- |
| 1   | Sheriff Tyraspol          | 14 | 11 | 3 | 0  | 33 | 6  | +27 | 36  | Faza druga              |  |     | 4–2 | 1–0 | 1–0 | 1–1 | 1–0 | 2–0 | 8–0 |
| 2   | Zimbru Kiszyniów          | 14 | 8  | 1 | 5  | 32 | 16 | +16 | 25  | Faza druga              |  | 1–2 |     | 1–0 | 4–0 | 4–1 | 2–3 | 1–0 | 4–0 |
| 3   | Petrocub Hîncești         | 14 | 6  | 5 | 3  | 20 | 9  | +11 | 23  | Faza druga              |  | 1–1 | 0–0 |     | 1–0 | 2–1 | 2–2 | 2–0 | 3–0 |
| 4   | Bielce                    | 14 | 6  | 5 | 3  | 18 | 9  | +9  | 23  | Faza druga              |  | 0–0 | 2–0 | 2–1 |     | 0–0 | 1–0 | 0–0 | 5–0 |
| 5   | Milsami Orgiejów          | 14 | 6  | 3 | 5  | 30 | 18 | +12 | 21  | Faza druga              |  | 0–4 | 3–1 | 0–2 | 0–2 |     | 3–0 | 7–0 | 6–0 |
| 6   | Spartanii Sportul Selemet | 14 | 3  | 5 | 6  | 12 | 17 | −5  | 14  | Faza druga              |  | 0–1 | 1–3 | 1–1 | 1–1 | 1–2 |     | 0–0 | 2–0 |
| 7   | Dacia Buiucani            | 14 | 2  | 5 | 7  | 8  | 19 | −11 | 11  | Liga 1 Faza druga       |  | 1–3 | 0–1 | 0–0 | 1–1 | 1–1 | 0–1 |     | 2–0 |
| 8   | Florești                  | 14 | 0  | 1 | 13 | 0  | 59 | −59 | 1   | Liga 1 Faza druga       |  | 0–4 | 0–8 | 0–5 | 0–4 | 0–5 | 0–0 | 0–3 |     |

1. ↑  Florești zostało ukarane walkowerem za nie stawienie się na mecz[1].

## Faza druga
| Lp. | Drużyna                   | M  | Z | R | P | B+ | B– | +/– | Pkt | Kwalifikacja                                    |     | MIL | SHE | ZIM | PET | BĂL | SPA |
| --- | ------------------------- | -- | - | - | - | -- | -- | --- | --- | ----------------------------------------------- | --- | --- | --- | --- | --- | --- | --- |
| 1   | Milsami Orgiejów (M)      | 10 | 6 | 3 | 1 | 25 | 8  | +17 | 21  | Liga Mistrzów UEFA • I runda kwalifikacyjna     |     |     | 0–0 | 2–0 | 5–1 | 5–0 | 1–1 |
| 2   | Sheriff Tyraspol (P)      | 10 | 5 | 5 | 0 | 17 | 6  | +11 | 20  | Liga Europy UEFA • I runda kwalifikacyjna       |     | 2–2 |     | 0–0 | 3–1 | 2–1 | 3–0 |
| 3   | Zimbru Kiszyniów          | 10 | 6 | 2 | 2 | 22 | 9  | +13 | 20  | Liga Konferencji UEFA • II runda kwalifikacyjna |     | 1–2 | 1–1 |     | 3–2 | 3–1 | 3–1 |
| 4   | Petrocub Hîncești         | 10 | 4 | 2 | 4 | 20 | 17 | +3  | 14  | Liga Konferencji UEFA • I runda kwalifikacyjna  |     | 2–0 | 1–1 | 0–3 |     | 3–0 | 3–1 |
| 5   | Bielce                    | 10 | 1 | 2 | 7 | 9  | 24 | −15 | 5   |                                                 |     | 0–2 | 0–1 | 0–2 | 1–1 |     | 3–3 |
| 6   | Spartanii Sportul Selemet | 10 | 0 | 2 | 8 | 9  | 38 | −29 | 2   |                                                 | 1–6 | 0–4 | 0–6 | 0–6 | 2–3 |     |     |

1. 1 2  Mecze bezpośrednie, liczba punktów: Sheriff: 8, Zimbru: 2.

## Najlepsi strzelcy
| Bramki | Strzelcy               | Drużyna          |
| ------ | ---------------------- | ---------------- |
| 12     | Caio Martins           | Bielce           |
| 9      | Radu Gînsari           | Milsami Orgiejów |
| 9      | Justice Ohajunwa       | Zimbru Kiszyniów |
| 8      | Vlad Răileanu          | Zimbru Kiszyniów |
| 8      | Justice Ohajunwa       | Zimbru Kiszyniów |
| 7      | Rasheed Akanbi         | Sheriff Tyraspol |
| 7      | Ștefan Bîtca           | Zimbru Kiszyniów |
| 6      | João Paulino           | Zimbru Kiszyniów |
| 6      | Wladimer Mamuczaszwili | Sheriff Tyraspol |
| 6      | Papa Ndiaga Yade       | Sheriff Tyraspol |

Źródło: .

## Stadiony
| Bielce                |
| --------------------- |
| Stadion Olimpia Bălți |
| Pojemność: 5200       |
|                       |

| Dacia Buiucani   |
| ---------------- |
| Stadion Zimbru 2 |
| Pojemność: 2000  |
|                  |

| Florești        |
| --------------- |
| Stadion Dinamo  |
| Pojemność: 4981 |
|                 |

| Milsami Orgiejów |
| ---------------- |
| CSR Orhei        |
| Pojemność: 3000  |
|                  |

| Petrocub Hîncești   |
| ------------------- |
| Stadionul Orășenesc |
| Pojemność: 1100     |
|                     |

| Sheriff Tyraspol  |
| ----------------- |
| Stadion Sheriff   |
| Pojemność: 12 798 |
|                   |

| Spartanii Sportul Selemet |
| ------------------------- |
| Stadion Suruceni          |
| Pojemność: 350            |
|                           |

| Zimbru Kiszyniów  |
| ----------------- |
| Stadion Zimbru    |
| Pojemność: 10 104 |
|                   |